# Agrippina (cratère)
Agrippina est un cratère de la planète Vénus ayant un diamètre de 38,6 kilomètres. Sa latitude est de -33,2° et sa longitude est de 65,7°.  Il est nommé en l'honneur d'Agrippine l'Aînée, impératrice romaine,.